# Лорд-Гав
Лорд-Гав (англ. Lord Howe Island) — невеликий вулканічний острів, що має форму бумерангу, витягнутого з півночі на південь на 10 км і має ширину близько 2 км. Належить Австралії (входить до складу штату Новий Південний Уельс). Має внутрішнє самоврядування. Група островів Лорд-Гав була внесена до Списку всесвітньої спадщини ЮНЕСКО за унікальні форми рельєфу та біоти, різноманітні та значною мірою незаймані екосистеми, природну красу та місця проживання видів, які є під загрозою.

## Географія

Неофіційний прапор острова Лорд-Гав

Розташований у Тасмановому морі за 770 км на північний схід від міста Сідней (Австралія) та приблизно за 1200 км на південний захід від острова Нова Каледонія (заморське володіння Франції). Острів розташований приблизно посередині між континентальним узбережжям Австралії та належним їй островом Норфолк. Уздовж західного узбережжя острова розташована піщана напівзакрита захищена лагуна коралового рифу. Більшість населення мешкає на півночі, тоді як на півдні переважають лісисті пагорби, що піднімаються до найвищої точки острова, гори Ґовер (875 м). Група островів Лорд-Гав включає 28 островів, острівців та скель. Площа острова Лорд-Гав — 14,6 км².

### Клімат
Острів розташований у зоні, що характеризується вологим субтропічним кліматом. Найтепліший місяць — лютий із середньою температурою 23.3 °C (74 °F). Найхолодніший місяць — липень, із середньою температурою 16.1 °С (61 °F).
| Клімат о. Лорд-Гав      | Клімат о. Лорд-Гав | Клімат о. Лорд-Гав | Клімат о. Лорд-Гав | Клімат о. Лорд-Гав | Клімат о. Лорд-Гав | Клімат о. Лорд-Гав | Клімат о. Лорд-Гав | Клімат о. Лорд-Гав | Клімат о. Лорд-Гав | Клімат о. Лорд-Гав | Клімат о. Лорд-Гав | Клімат о. Лорд-Гав | Клімат о. Лорд-Гав |
| Показник                | Січ.               | Лют.               | Бер.               | Квіт.              | Трав.              | Черв.              | Лип.               | Серп.              | Вер.               | Жовт.              | Лист.              | Груд.              | Рік                |
| Абсолютний максимум, °C | 29                 | 29                 | 29                 | 27                 | 25                 | 23                 | 22                 | 22                 | 24                 | 25                 | 27                 | 28                 | 29                 |
| Середній максимум, °C   | 25                 | 25                 | 25                 | 23                 | 21                 | 19                 | 18                 | 18                 | 19                 | 20                 | 22                 | 23                 | 21                 |
| Середня температура, °C | 22                 | 23                 | 22                 | 20                 | 18                 | 17                 | 16                 | 16                 | 16                 | 18                 | 19                 | 21                 | 19                 |
| Середній мінімум, °C    | 20                 | 20                 | 20                 | 18                 | 16                 | 14                 | 13                 | 13                 | 14                 | 15                 | 17                 | 18                 | 16                 |
| Абсолютний мінімум, °C  | 12                 | 15                 | 14                 | 12                 | 10                 | 9                  | 8                  | 8                  | 7                  | 9                  | 11                 | 12                 | 7                  |
| Норма опадів, мм        | 90                 | 110                | 110                | 120                | 160                | 160                | 150                | 140                | 120                | 120                | 120                | 100                | 1560               |
| ----------------------- | ------------------ | ------------------ | ------------------ | ------------------ | ------------------ | ------------------ | ------------------ | ------------------ | ------------------ | ------------------ | ------------------ | ------------------ | ------------------ |
| Джерело: Weatherbase    |                    |                    |                    |                    |                    |                    |                    |                    |                    |                    |                    |                    |                    |

## Історія

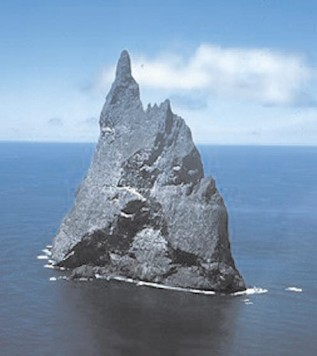
Острів Болс-Пірамід

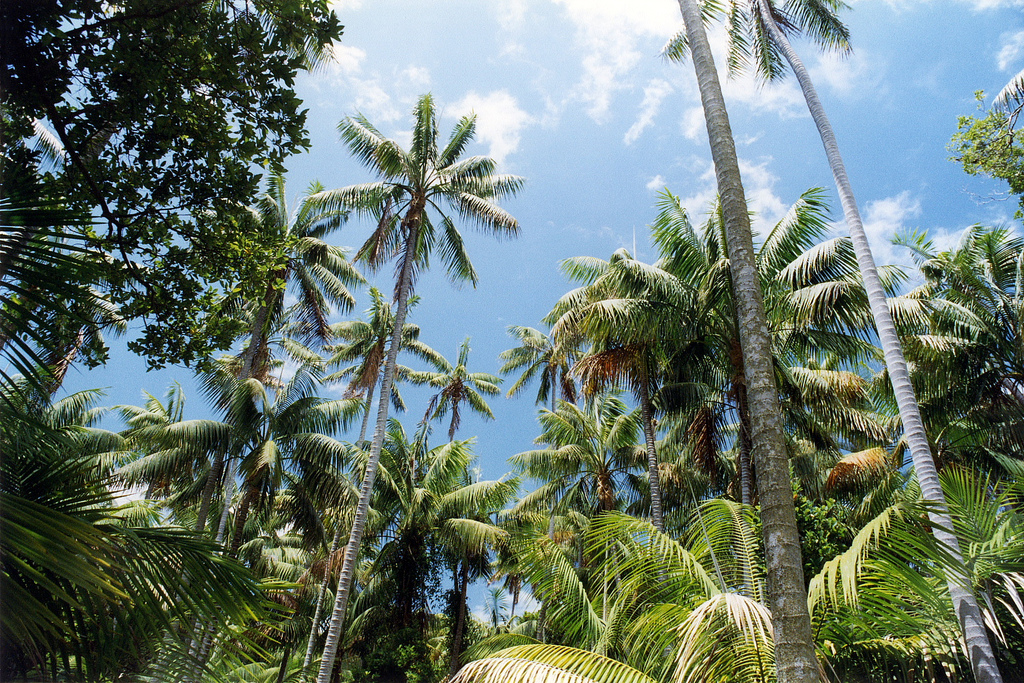
Ендемік і символ острова — пальма Howea forsteriana

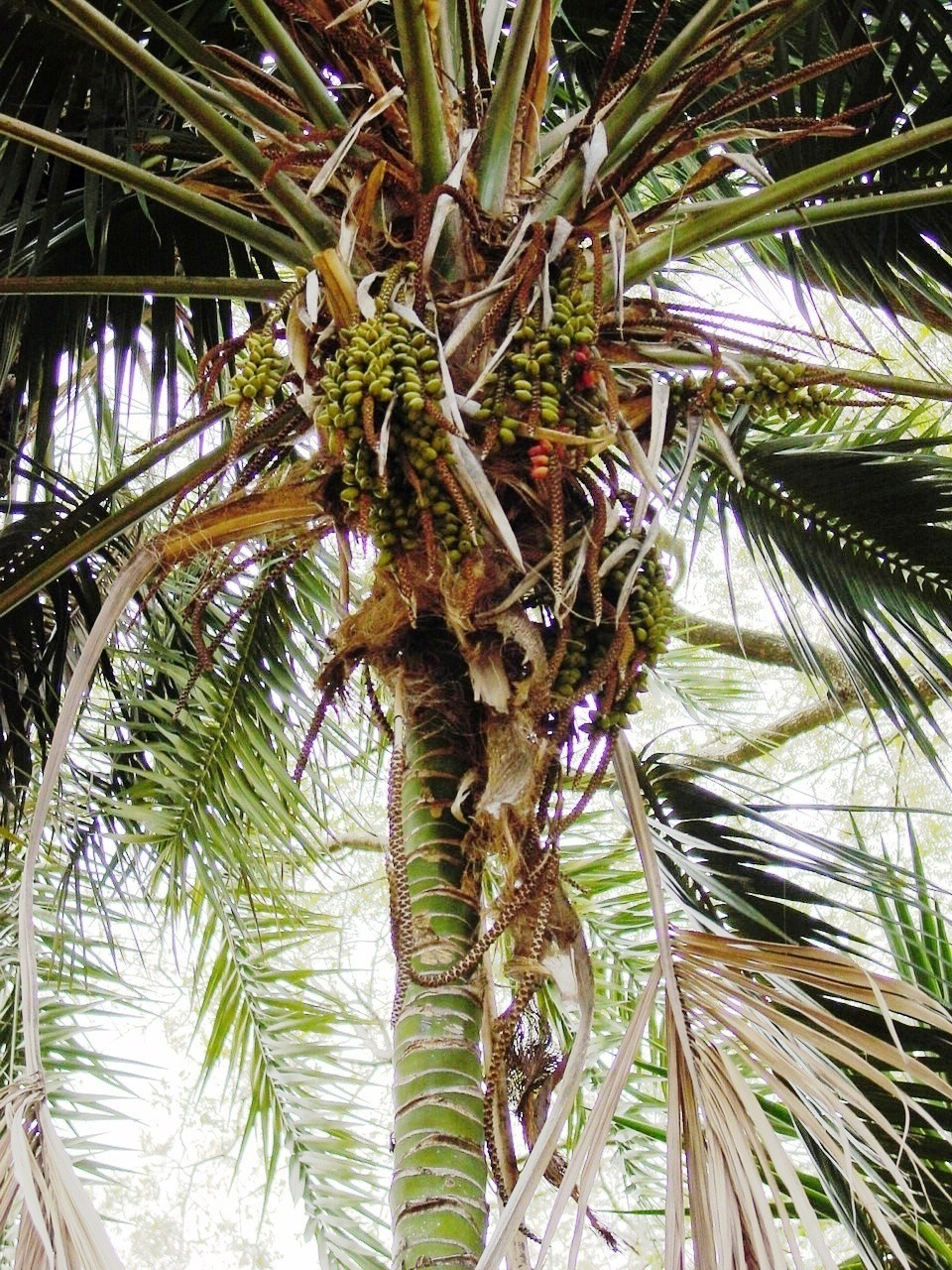
Howea forsteriana

Вік острову Лорд-Гаву— близько 20 млн років, що робить його одним з найдавніших вулканічних островів у Тихому океані. Північна і південна частини острова мають вулканічне походження, а центральна частина складається з злежалого коралового піску. Таким чином, Лорд-Гав виник в результаті злиття двох вулканічних островів. Територія північної частини переважно зайнята пагорбами і низькогір'ям (до 300 м над рівнем океану). У південній частині Лорд-Гав знаходяться два базальтових гірських масиви — Лідгберд (650 м або 777 м) і Гувер (757 м або 875 м). Коралова перемичка покрита дюнами заввишки до 45 м. Істотна частина затоки, що омиває острів із заходу, зайнята кораловим рифом. Між ним і узбережжям Лорд-Гав знаходиться невеликий острівець Реббіт коралового походження. Прибережні води Лорд-Гаву — найпівденніша точка на Землі, де є колонії коралових поліпів.
Острів Лорд-Гав було відкрито 17 лютого 1788 британським кораблем під командуванням лейтенанта Г. Лідґберда, що плив з ув'язненими на борту з Австралії на острів Норфолк. Перші поселенці прибули на острів з Нової Зеландії в 1834 р.
У 16-25 км на південний схід від Лорд-Гаву розташований крихітний острівець Болс-Пірамід. Його довжина — 200 м, а найвища точка — 562 м (або 650 м). Острів Болс-Пірамід було відкрито разом з Лорд-Гав в 1788 р. і адміністративно він належить до нього.

## Населення
Постійне населення, згідно з переписом 2016 року, налічує 382 особи, одночасно на острові дозволяється перебувати ще 400 туристам у день. Першими поселенцями на острові були європейські та американські китобої. Нині мешканці острова зайняті у туризмі, роздрібній торгівлі, риболовлі та землеробстві. 92 % мешканців острова мають австралійське громадянство.

## Флора та фауна
Лорд-Гав знаходиться на кордоні тропічного та субтропічного кліматичних поясів. Температурні умови та освітлення на острові є критичними для розвитку деревної рослинності в Південній півкулі. Спостерігається різко виражена диференціація рослинності між опуклими та увігнутими схилами. Істотна частина острова покрита тропічними лісами, які бувають як одноярусними, так і двоярусними. Описано 209 видів вищих рослин, з яких 70 є ендеміками Лорд-Гав. На острові росте Говея Форстера (Пальма Кентія), яка є найпопулярнішою декоративною пальмою у світі. Насіння Говеї Форстера експортується, та є важливим чинником в економіці острова.
Загалом на острові зафіксовано 202 різних птахів. На островах залишається лише один корінний ссавець — великий лісовий кажан, з родини лиликових.

## Туризм
Розвиватися туризм на острові почав у першу половину XX століття, коли почали організовувати екскурсійні тури з материка. На острові розвинений дайвінг та сноркелінг.

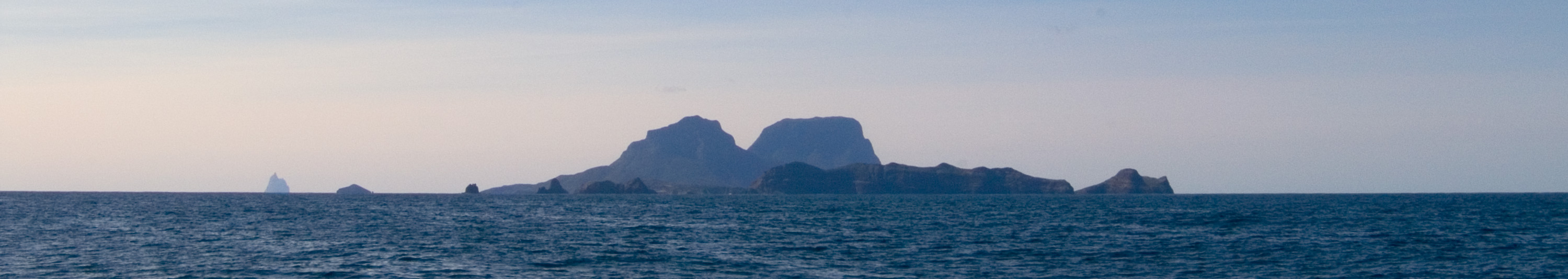
Панорама острова Лорд-Гав